# Леоновская (река)
Леоновская (Рыбинка) — река в России, протекает на северо-западе Переславского района Ярославской области. Устье реки находится в 39 км от устья реки Сольбы по правому берегу. Длина реки составляет 12 км.
Сельские населённые пункты у реки: Фомино, Рахманово, Горохово, Батогово.

## Данные водного реестра
По данным государственного водного реестра России относится к Верхневолжскому бассейновому округу, водохозяйственный участок реки — Волга от Иваньковского гидроузла до Угличского гидроузла (Угличское водохранилище), речной подбассейн реки — бассейны притоков (Верхней) Волги до Рыбинского водохранилища. Речной бассейн реки — (Верхняя) Волга до Куйбышевского водохранилища (без бассейна Оки).
Код объекта в государственном водном реестре — 08010100812110000004193.